# شيلدون س. ريد
شيلدون س. ريد (بالإنجليزية: Sheldon C. Reed)‏ هو أحيائي أمريكي، ولد في 7 نوفمبر 1910، وتوفي في 1 فبراير 2003.